# Chuck Britz
Charles Dean "Chuck" Britz (7 de noviembre de 1927, Cameron, Oklahoma-21 de agosto de 2000, Paradise, California) fue un ingeniero de grabación que trabajó con Jan & Dean, Brian Wilson y The Beach Boys, PF Sloan y The Grass Roots en numerosos álbumes entre 1962 y 1967.

## Biografía
Britz nació en 1927, hijo de Charles y Elsie Britz en Cameron, Oklahoma. Trabajó como fotógrafo en el quinto escuadrón de reconocimiento en el Cuerpo Aéreo del Ejército de 1945 a 1947. Comenzó su carrera en la industria de la grabación en 1952, grabando grandes bandas para las Fuerzas Armadas y la Banda del Ejército de Salvación. En 1960, Britz fue a trabajar en Western Recorders y se adentró en la ingeniería de numerosos álbumes de rock. Britz conoció a Brian Wilson cuando The Beach Boys estaban editando demos en Western Recorders. Influyente en el desarrollo de Wilson como músico, pasó a grabar y mezclar la mayoría de los éxitos entre 1963 y 1967 de los Beach Boys.
También trabajó con Jan & Dean, ya través de esta asociación después con PF Sloan y The Grass Roots. También grabó música para televisión y cine.
Britz murió de cáncer cerebral en Paradise, California a los 72 años de edad.